# END OF THE WORLD (寺田恵子のアルバム)
『END OF THE WORLD』（エンド・オブ・ザ・ワールド）は、寺田恵子の5枚目のアルバム。

## 内容
BMGビクター在籍最後のアルバムで、「Baby Jam」、カルメン・マキ&OZ「悪い夢」のカバーをリテイクしたもの以外は自作曲である。

## 批評
『CDジャーナル』は「側頭部を刈り込んだジャケットに思わず驚いてしまった」「強力なサポート陣と共に、よりハードで華麗な世界を作り上げている」と評した。

## 収録曲
1. END OF THE WORLD
作詞：寺田恵子・安藤芳彦（補作詞）　作曲：寺田恵子・是永巧一・羽田一郎　編曲：是永巧一・羽田一郎
2. HEAVY ROSE
作詞：寺田恵子　作曲：寺田恵子・是永巧一・羽田一郎　編曲：是永巧一・羽田一郎
3. LIFE
作詞：寺田恵子　作曲：寺田恵子・是永巧一・羽田一郎　編曲：是永巧一・羽田一郎
4. HERE COMES THE SUN
作詞：寺田恵子・安藤芳彦（補作詞）　作曲：寺田恵子　編曲：是永巧一・羽田一郎
5. BABY JAM
作詞：寺田恵子　作曲：PINK NOISE　編曲：PINK NOISE
6. VOO DOO WAH
作詞：寺田恵子・安藤芳彦（補作詞）　作曲：寺田恵子・是永巧一・羽田一郎　編曲：是永巧一・羽田一郎
7. 序曲 - RETURN TO SOUL
作詞：寺田恵子・ダリューシュ・安藤芳彦（補作詞）　作曲：寺田恵子・是永巧一・羽田一郎　編曲：是永巧一・羽田一郎
8. この空の下
作詞：寺田恵子・安藤芳彦（補作詞）　作曲：寺田恵子・是永巧一・羽田一郎　編曲：是永巧一・羽田一郎
9. GO TO HEAVEN・羽田一郎
作詞：安藤芳彦・寺田恵子　作曲：寺田恵子・是永巧一・羽田一郎　編曲：是永巧一・羽田一郎
10. SISTER MOON
作詞・作曲：寺田恵子　編曲：是永巧一・羽田一郎
11. 悪い夢 (premium mix)
作詞：MAKI ANNETTE LOVELACE　作曲：ジョージ吾妻　編曲：是永巧一